# Luc Montagnier
Luc Antoine Montagnier (Chabris, 1932. augusztus 18. – Neuilly-sur-Seine, 2022. február 8.) francia virológus. 2008-ban Françoise Barré-Sinoussival és Harald zur Hausennel megosztva elnyerte az orvostudományi Nobel-díjat az AIDS kórokozója, a humán immundeficiencia vírus (HIV) 1983-ban történt felfedezéséért. A 2000-es évek végén azonban Montagnier szembefordult korábbi tevékenységével, és az áltudományok felé fordult.
A koronavírus-világjárvány idején Montagnier azt az összeesküvés-elméletet hirdette, hogy a SARS-CoV-2 vírust szándékosan hozták létre, és egy laboratóriumból szöktették meg. Ezt az állítást más virológusok cáfolták. Az akadémikusok azért kritizálták, mert Nobel-díjas státuszával visszaélt, hogy hitelesnek tüntessen fel áltudományos konteókat.

## Tanulmányai
Luc Montagnier 1935. augusztus 18-án született a Loire-völgytől délre fekvő francia kisvárosban, Chabris-ban. Apja az auvergne-i származású könyvelő, Antoine Montagnier; anyja Marianne Rousselet volt. Luc volt az egyetlen gyermekük. Ötéves korában egy autó elgázolta és két napra kómába került. A második világháború során a megszállt Franciaországban a család sokat szenvedett és éhezett, Montagnier állítása szerint a háború négy éve alatt egyáltalán nem fejlődött. 1944 júniusában a vasútállomáshoz közeli házukat bombatalálat érte. A középiskolában jól tanult. A házuk pincéjében berendezett egy laboratóriumot, ahol különböző kémiai kísérleteket végzett: hidrogént fejlesztett, robbanóanyagokat állított elő.
A középiskola után egyszerre iratkozott be a Poitiers-i Egyetem természettudományi és orvosi szakára. 1953-as diplomamunkájában kimutatta, hogy az algák kloroplasztiszainak fény felé fordulását nem a klorofill, hanem a sárga pigmentek szabályozzák.
A Párizsi Egyetemen folytatta tanulmányait és 1955-ben megszerezte mesterdiplomáját virológiából. Az egyetemen élettant oktatott és eközben tovább járt az orvosi szakra; 1960-ban megkapta orvosi diplomáját is. Ugyanebben az évben kutatói állást kapott a Nemzeti Tudományos Kutatóközpontban (Centre National de la Recherche Scientifique), de még abban az évben Londonba költözött és három évig a Medical Research Council virológiai laboratóriumában dolgozott. Itt fedezte fel, hogy az egér encefalomiokarditisz vírus, amelynek egyszálú RNS-ből álló genomja van, szaporodása során kétszálúvá egészíti ki RNS-ét, amely ebben az állapotában is fertőzőképes.  

## Munkássága
Montagnier 1963-tól a Glasgow-i Egyetem akkor megnyílt virológiai intézetében folytatta munkásságát és Ian MacPhersonnal közösen kimutatta, hogy a rákos sejtek jól tenyészthetőek agaron. Sejttenyésztési eljárásuk világszerte elterjedt a tumort kutató laboratóriumokban.
1965-ben visszatért Franciaországba, ahol a Párizs melletti Orsayban található Rádium Intézetben (később Curie Intézet) kapta meg egy laboratórium vezetését. 1972-ben ő alapította meg a Pasteur Intézet vírusonkológiai egységét. Ebben az időben elsősorban a rákot okozó vírusokat vizsgálta, többek között a retrovírusokat. A retrovírusok a reverz transzkriptáz enzim segítségével DNS-sé írják át RNS-genomjukat, amelyet aztán beillesztenek a gazdasejt DNS-ébe és ott egyes esetekben kontrollálatlan sejtszaporulatot (tumort) idézhetnek elő. Emellett Montagnier izolálta a szervezet fontos vírusellenes anyagának, az interferonnak az mRNS-ét, lehetővé téve később annak szekvenálását és klónozását.       

### A HIV felfedezése
1982-ben Montagnier-t felkérték, hogy vizsgálja meg, nem egy retrovírus okozza-e AIDS-et. A titokzatos betegség akkoriban kezdett egy gyors ütemben terjedni és feltételezték, hogy talán egy retrovírusnak, a limfómát okozó HTLV-nek (humán T-limfotróp vírus) is köze lehet a kialakulásához. Montagnier 1983-ban egy fiatal munkatársnőjével, Françoise Barré-Sinoussival közösen reverz transzkriptáz-aktivitást talált egy AIDS-beteg nyirokcsomójából izolált limfocitákban, majd sikerült izolálniuk egy addig ismeretlen vírust, amelyet limfadenopátia-asszociált vírusnak (LAV) neveztek el (később a vírus nemzetközi megegyezéssel a HIV nevet kapta). 1983 szeptemberére elegendő bizonyítékot gyűjtöttek a HIV és az AIDS közötti kapcsolatról, és Montagnier az Egyesült Államokban az AIDS-kutatók elé tárta eredményeit. Az egyik résztvevő, Robert Gallo a következő év áprilisára újabb bizonyítékokat gyűjtött a vírus kórokozó mivoltáról, új módszert talált a tenyésztésére és kifejlesztette a detektálására alkalmas tesztet. Mindezek után azonban bejelentette, hogy ő fedezte fel az AIDS kórokozóját és szabadalmat szerzett a HIV-tesztre. A Pasteur Intézet megtámadta a szabadalmat és a konfliktust (amely során Montagnier továbbra is kapcsolatban maradt Gallóval és megosztották további eredményeiket) 1987-ben megegyezéssel zárták le. Egy 1990-ben indult vizsgálat arra is fényt derített, hogy Gallo a Montagnier-től kapott vírustörzzsel dolgozott, de a vizsgálóbizottság felmentette őt a tudatos csalás vádja alól. A két kutató 2002-ben bejelentette hogy közösen lépnek fel a HIV elleni vakcina kifejlesztésének felgyorsítása érdekében.
1986-ban Montagnier munkacsoportja újabb AIDS-okozó vírusfajt, HIV-2-t fedezett fel egy nyugat-afrikai betegben. A későbbiekben a HIV felszíni fehérjéit kutatta és annak a módját, ahogyan a szervezet T-sejtjeihez kapcsolódik. 1990-ben felvetette, hogy a halálos kór kifejlődéséhez nem elegendő a HIV, hanem mellette egy baktériumnak, Mycoplasmának is jelen kell lennie (ezt a későbbi kutatások nem igazolták).
2008-ban Luc Montagnier és Françoise Barré-Sinoussi elnyerte az orvostudományi Nobel-díjat (a pénzdíj felét, a másik fele Harald zur Hausennek jutott, aki felfedezte a papillómavírusok szerepét a méhnyakrák kialakulásában) az AIDS kórokozója, a HIV felfedezéséért. A bejelentés után Montagnier úgy nyilatkozott, hogy Gallo szintén megérdemelte volna a díjat.

## Vitatott kijelentései
2009-ben Montagnier botrányt okozott egy bejelentésével, miszerint a víz „emlékszik” a DNS elektromágneses szerkezetére, akkor is, amikor az oldatot annyira felhígítják, hogy a molekula ténylegesen már nem lehet benne. Sokan ezt a homeopátia támogatásaként értelmezték, bár Montagnier később úgy nyilatkozott, hogy eredményét más molekulákra nem lehet extrapolálni. Egy másik vitatott elmélete szerint ez az elektromágneses szerkezet hullámként bekerülhet egy sejtbe, ahol a sejt újra létrehozza a molekulát, vagyis a DNS „teleportálhat”. Eredményeit független laboratóriumok nem tudták megerősíteni. Később egy filmben azt állította, hogy az AIDS gyógyszerek nélkül, megfelelő diétával is gyógyítható.
2012-ben pedig amiatt kritizálták, mert támogatólag vett részt egy konferencián, ahol azt állították, hogy az autizmust az oltások okozzák. A védőoltások és az autizmus közötti állítólagos kapcsolatot Andrew Wakefield kezdte el terjeszteni, aki oltásellenes aktivizmusa és 1998-ban publikált hamis kutatása révén vált hírhedtté. Egy autista gyermekek szüleit képviselő ügyvéd jelentős összeggel fizette le Wakefieldet, hogy összefüggést állapítson meg a védőoltásokkal és az autizmussal kapcsolatban. Ha ugyanis sikerült volna elhitetni, hogy az autizmust a védőoltás okozta, akkor a szülők jelentős kártérítésre számíthattak volna a vakcinagyártó cégtől. Emellett Wakefield már a cikke megjelenése előtt kilenc hónappal szabadalmi kérvényt nyújtott be egy saját fejlesztésű, egykomponensű kanyaró-ellenes vakcinára, emiatt felmerült a gyanú, hogy a cikk a konkurens gyártó (az akkor már 10 éve a brit piacon lévő MMR-vakcina gyártója) meggyengítését is szolgálhatta.
2020-ban Montagnier azt állította, hogy a Covid19-megbetegedést okozó SARS-CoV-2 vírust emberek hozták létre laboratóriumban, és ez egy HIV/AIDS elleni vakcina létrehozására tett kísérlet eredménye lehetett. Montagnier szerint „a HIV elemeinek és a malária csírájának jelenléte a koronavírus genomjában erősen gyanús, és a vírus jellemzői nem jöhettek létre természetes úton”. Montagnier következtetéseit a tudományos közösség elutasította, tekintettel arra, hogy a génszekvenciák gyakoriak a hasonló szervezetek között. Nincs bizonyíték arra, hogy az új koronavírus ember alkotta vírus lenne.

## Díjai

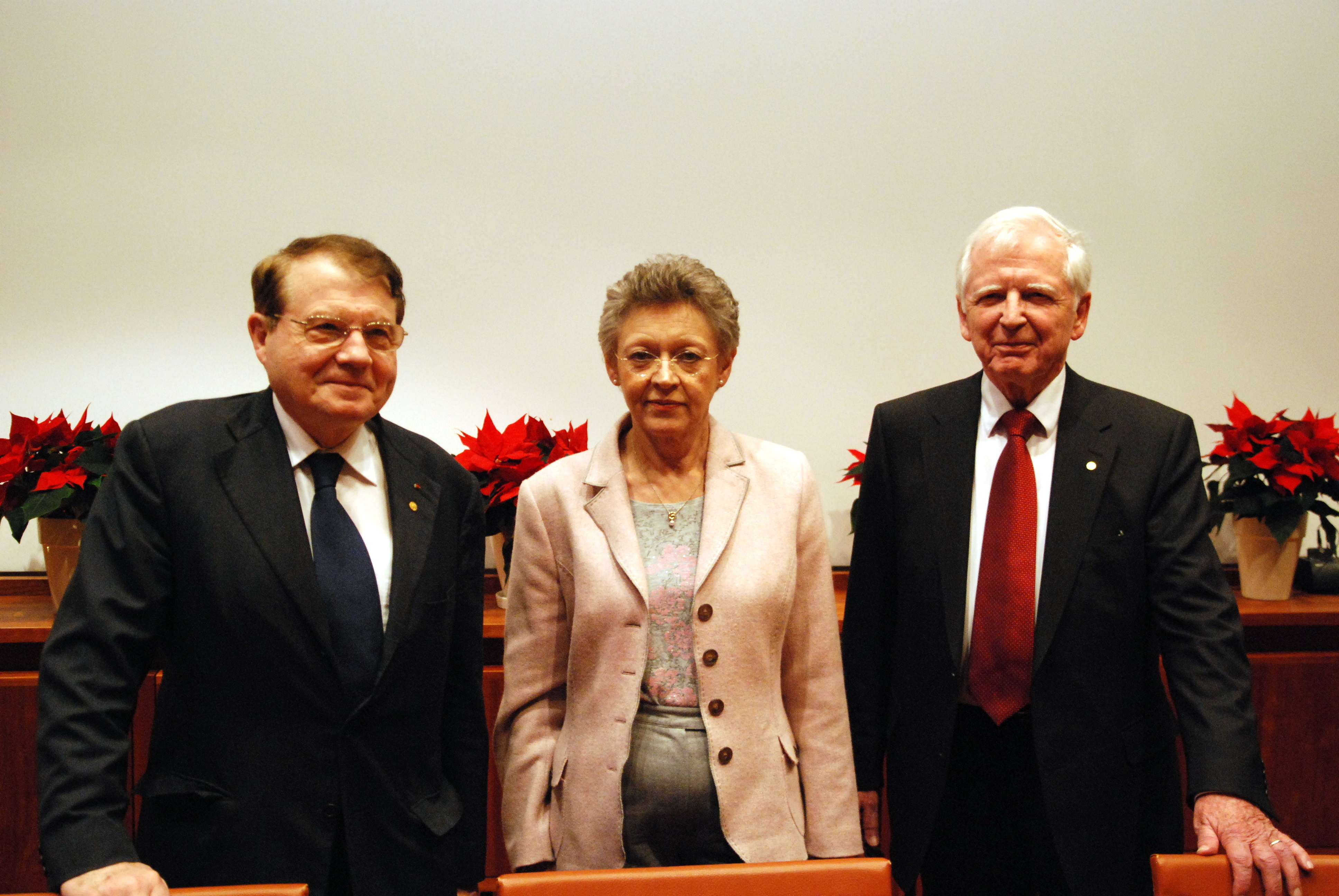
2008 orvosi Nobel-díjasai: Luc Montagnier, Francoise Barré-Sinoussi és Harald zur Hausen

- 1984 a Becsületrend lovagkeresztje (1990-ben tiszti-, 1993-ban parancsnoki, 2009-ben főtiszti kereszt)
- 1986 Albert Lasker-díj az orvosi klinikai kutatásért
- 1986 Körber-díj
- 1986 Louis Jeantet-díj
- 1986 A Francia Köztársaság Nemzeti Érdemrendje
- 1987 A Gairdner Alapítvány nemzetközi díja
- 1988 Japán Díj
- 1990 Karl Landsteiner-díj
- 1993 Fejszál király-díj
- 1994 A.H. Heineken-díj
- 1997 a Warren Alpert Alapítvány díja
- 2000 Asztúria hercege-díj
- 2008 Fiziológiai és orvostudományi Nobel-díj

Tagja a Francia Orvostudományi Akadémiának. Társalapítója és elnöke volt az AIDS-Kutatói és Megelőzési Világalapnak (World Foundation for AIDS Research and Prevention). 

## Családja
Montagnier 1961-ben vette feleségül Dorothea Ackermant. Két lányuk született (Anne-Marie és Francine), valamint egy fiuk (Jean-Luc).